# 홈 카운티스

1889년 당시에 런던을 둘러싸고 있던 주들 간의 경계선. 노란색은 런던주, 1번은 버킹엄셔주, 2번은 에식스주, 3번은 하트퍼드셔주, 4번은 버크셔주, 회색은 미들섹스(현재 대부분이 그레이터런던에 편입됨), 6번은 서리주, 7번은 켄트주, 8번은 서식스 주이다.

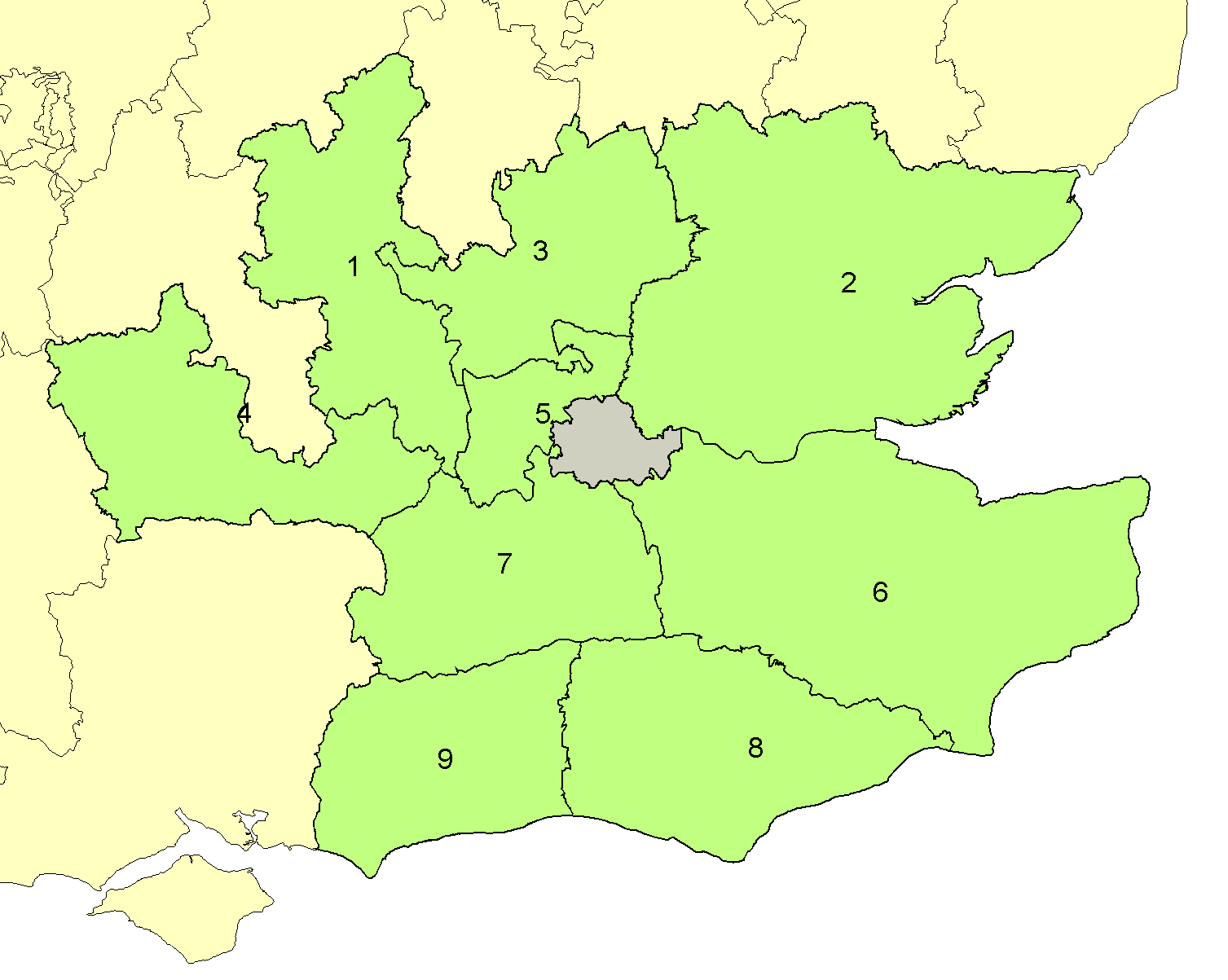
1921년 당시에 런던을 둘러싸고 있던 주들 간의 경계선. 회색은 런던주, 1번은 버킹엄셔주, 2번은 하트퍼드셔주, 3번은 에식스주, 4번은 버크셔주, 5번은 미들섹스(현재 대부분이 그레이터런던에 편입됨), 6번은 켄트주, 7번은 서리주, 8번은 이스트서식스 주, 9번은 웨스트서식스 주이다.

홈 카운티스(Home counties)는 잉글랜드의 런던을 둘러싸고 있는 지역이다. 현재의 버크셔주, 버킹엄셔주, 에식스주, 하트퍼드셔주, 켄트주, 서리주, 서식스 주에 걸쳐 있다.